# Mikael Antonsson
Hans Mikael Antonsson, född 31 maj 1981 i Sillhövda församling, Karlskrona kommun, är en tidigare svensk fotbollsspelare (mittback) på elitnivå. Han har spelat för bland annat IFK Göteborg, Bologna och FC Köpenhamn.

## Karriär
Mikael Antonsson började spela i Sillhövda AIK där han debuterade i A-laget i tonåren. År 1997 kom han till IFK Göteborgs ungdomslag och debuterade 2001 i Allsvenskan. 2002 debuterade han i U21-landslaget. Sommaren 2004 lämnade han IFK Göteborg för Austria Wien. Under sina två år i Wien drabbades han av sjukdomar och skador, vilket gjorde att han spelade få matcher. 
År 2006 övergick Antonsson till grekiska Panathinaikos och år 2007 blev han ordinarie spelare i  FC Köpenhamn. Hans bästa säsong följde i och med 2010–2011, med 28 ligamatcher och ligatiteln. I maj 2016 förlängde FC Köpenhamn kontraktet med Antonsson till sommaren 2018. I januari 2018 avslutade han karriären som fotbollsspelare för att istället arbeta i FC Köpenhamns tränarstab och administration.
År 2024 skrev Antonsson kontrakt med division 4-klubben AIK Atlas i Blekinge.

### A-landslaget
Mikael Antonsson debuterade för det svenska landslaget under januariturnén 2004, när han spelade hela matchen i 0–3-förlusten mot Norge. 2006 gjorde han sin första tävlingslandskamp, när Sverige besegrade Island med 2–1 i EM-kvalet. Därefter skulle det dröja till 2011 innan han återkom i landslaget, då under Erik Hamréns ledning. 2012 var han med i truppen till EM i Ukraina och Polen, men utan att få speltid. 
Under större delen av 2013–2015 var Antonsson ordinarie mittback i landslaget. Under dessa år gjorde han 22 av sina totalt 28 A-landskamper. I november 2015 utgick han skadad i den första EM-playoff-matchen mot Danmark, något som skulle visa sig vara hans sista landskamp. Under våren 2016 bröt han käken i en match med FC Köpenhamn och missade därför EM-slutspelet.

## Meriter
- Österrikisk cupmästare 2005
- Dansk mästare Superligaen 2008/2009
- Dansk mästare Superligaen 2009/2010
- Dansk mästare Superligaen 2010/2011
- Dansk mästare Superligaen 2015/2016
- Dansk cupmästare 2008/09, 2014/15, 2015/2016